# دوري جرينلاند لكرة القدم 2012
دوري جرينلاند لكرة القدم 2012 هو موسم من دوري جرينلاند لكرة القدم. فاز فيه Boldklubben af 1967 ‏.